# 沙赖格赖什
沙赖格赖什，是匈牙利费耶尔州所辖的一个村。总面积26.16平方公里，总人口799，人口密度30.5人/平方公里（2011年1月1日）。